# Упілка
Упілка (пол. Upiłka) — село в Польщі, у гміні Ліпниця Битівського повіту Поморського воєводства.
У 1975-1998 роках село належало до Слупського воєводства.